# 84-й армійський корпус (Третій Рейх)
84-й армі́йський ко́рпус (нім. LXXXIV. Armeekorps) — армійський корпус Вермахту в роки Другої світової війни.

## Історія
З червня року 1942 — дислокувався на півночі Франції (Нижня Нормандія).
З червня 1944 — бої в Нормандії проти американо-британських військ. У серпні 1944 р. — корпус знищений у Фалезькому котлі.

## Склад корпусу
- 243-тя піхотна дивізія
- 319-та піхотна дивізія
- 352-га піхотна дивізія
- 709-та піхотна дивізія
- 716-та піхотна дивізія

## Командування

### Командири
- генерал артилерії Ганс Белендорфф (нім. Hans Behlendorff) (25 травня 1942 — 1 квітня 1943);
- генерал від інфантерії Густав-Адольф фон Цанген (нім. Gustav-Adolf von Zangen) (1 квітня — 1 серпня 1943);
- генерал артилерії Еріх Маркс (нім. Erich Marcks) (1 серпня 1943 — 12 червня 1944), загинув під час атаки винищувача;
- генерал артилерії Вільгельм Фармбахер (нім. Wilhelm Fahrmbacher) (12 червня — 14 червня 1944);
- генерал від інфантерії Дітріх фон Холтіц (нім. Dietrich von Choltitz) (15 червня — 3 липня 1944);
- генерал-лейтенант Отто Ельфельдт (нім. Otto Elfeldt) (30 липня — 20 серпня 1944), захоплений у полон 20 серпня.